# Discorso del Bol'šoj

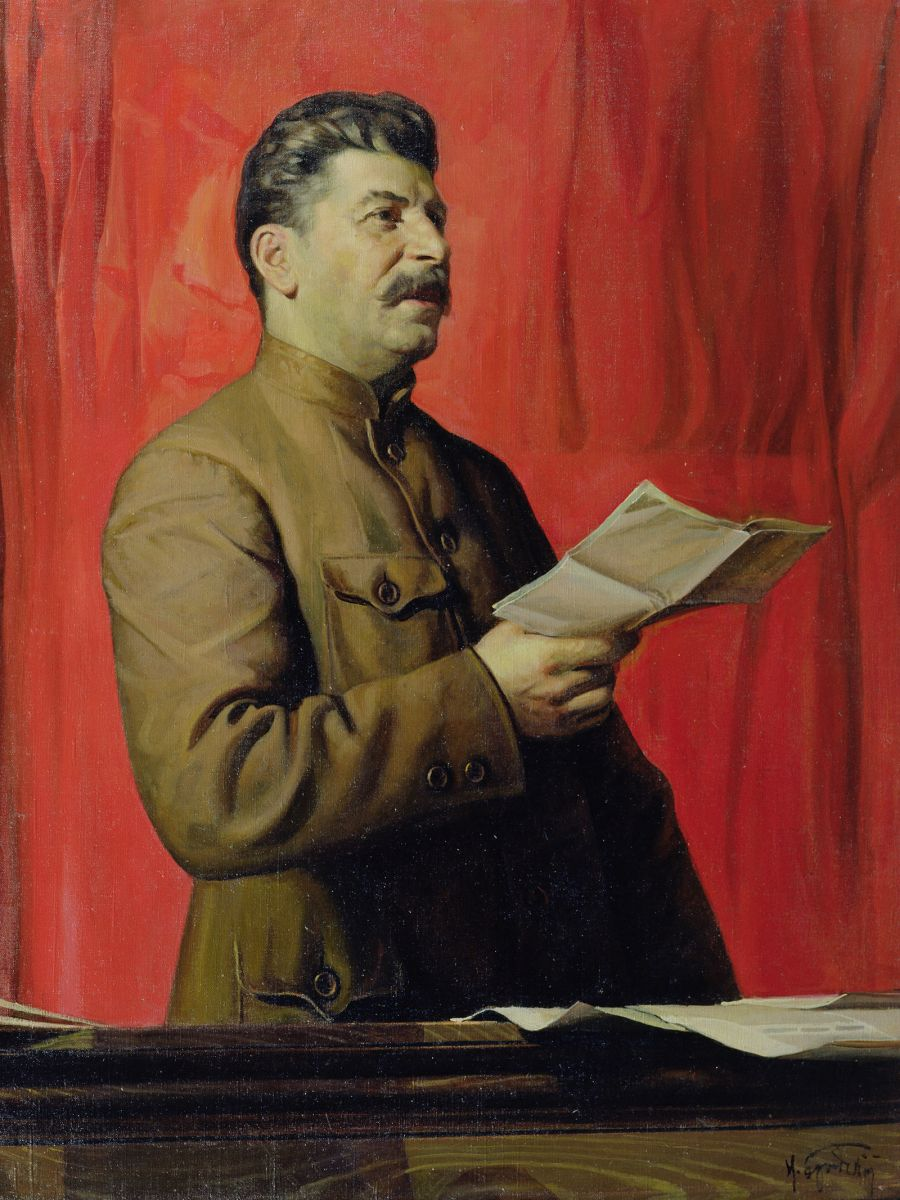
Ritratto di Stalin eseguito da Isaak Brodskij

Il discorso del Bol'šoj è un discorso tenuto da Iosif Stalin il 9 febbraio 1946 e che indusse l'incaricato d'affari dell'ambasciata americana, George Kennan, a redigere il lungo telegramma.
Questo discorso incarna il senso di insicurezza patito dall'URSS e, ancora prima, dalla Russia. Benché abbia avuto un forte impatto nella politica estera e nelle relazioni internazionali, il discorso del Bol'šoj era rivolto alla popolazione interna dell'URSS; in esso, Stalin enucleava 5 concetti fondamentali:
1. L'URSS ha contribuito come nessun altro alla sconfitta del nazionalsocialismo.
2. L'URSS non deve più commettere errori nel campo della difesa.
3. L'URSS deve riprendere l'esportazione del comunismo allo scopo di instaurare relazioni cordiali con Paesi amici.
4. La seconda guerra mondiale era stata causata dal capitalismo e nuove guerre sarebbero state inevitabili
5. L'URSS deve impegnarsi a fondo in un piano di riarmo perché è ancora circondata da Paesi nemici.

Il vero obiettivo di Stalin era di ricompattare la società sovietica provata dalla guerra, non tanto di lanciare un guanto di sfida agli altri Alleati, in particolare gli USA e la Gran Bretagna. Per quanto mantenesse più il carattere di un comizio, esso venne preso in esame da parte di George Kennan per sottolineare come l'URSS fosse ritornato il Paese guida del comunismo, con il vecchio bagaglio ideologico; diveniva, dunque, prioritario per gli USA sviluppare una strategia del contenimento sufficientemente lunga e dispendiosa per la controparte fino al crollo dell'URSS, giudicato inevitabile.